# Traci Bingham
Traci Bingham (Cambridge, Massachusetts, 13 januari 1968) is een Amerikaanse actrice.

## Levensloop en carrière
Bingham begon haar acteercarrière in 1991 in muziekvideo's. Ze speelde ook enkele gastrollen in Beverly Hills, 90210, Married... with Children en The Fresh Prince of Bel-Air. Tussen 1996 en 1998 speelde ze een hoofdrol in Baywatch.